# Anne-Marie Durand-Wever
Pour les articles homonymes, voir Durand et Wever.
Anne-Marie Durand-Wever, née Wever le 30 octobre 1889 à Paris (France) et morte le 14 septembre 1970 à Overath (Allemagne de l'Ouest), est une gynécologue allemande. Cofondatrice de Pro Familia (de), la branche allemande de la Fédération internationale pour le planning familial,, elle milite tout au long de sa carrière pour l'éducation sexuelle et l'accès à la contraception.
Elle est également présidente de la Ligue démocratique des femmes d'Allemagne (DFD) entre 1947 et 1948.

## Biographie

### Origines, études et vie privée
Fille du diplomate Walther Wever, elle passe son enfance dans plusieurs pays. Elle naît à Paris et grandit successivement en Bulgarie, en Roumanie, au Brésil et aux États-Unis. Elle a une sœur plus jeune et un frère qui meurt en bas âge. Sa mère, née Anne-Marie von Harbou, dotée d'une mauvaise santé, subit également deux avortements tardifs.
Jusqu'à l'âge de 10 ans, elle est instruite à domicile. Elle fréquente ensuite une école à Chicago, complète sa formation à l'University School for Girls en 1907, avant d'entreprendre des études en chimie. Elle reçoit un baccalauréat universitaire en sciences à l'université de Chicago en 1910. Entre 1910 et 1915, elle étudie la médecine à Marburg, Strasbourg et Munich, passe ses examens d'État le 30 mai 1915 et reçoit un doctorat de médecine en 1917, dix jours avant la naissance de son premier enfant,. Elle travaille ensuite comme assistante médicale à la clinique des femmes de l'université de Munich (de), spécialisée en gynécologie.
Le 30 décembre 1916, elle épouse Wilhelm Durand, un architecte. Leurs enfants, Ernst-August et Anne-Marie, naissent à Munich, respectivement en 1917 et en 1924. Il existe une rumeur selon laquelle elle aurait souffert de difficultés auditives à la suite de la naissance de son premier enfant, et que son audition, qui risquait d'être encore aggravée par d'autres grossesses, l'avait amenée à s'intéresser à la gynécologie.

### Carrière médicale et militantisme
Tout au long des années 1920, elle s'investit dans des organisations féminines. À Munich, elle avait déjà fondé, et présidé pendant la Première Guerre mondiale, le groupement régional des associations de femmes médecins (Landesgruppe Bayern des deutschen Ärztinnenbundes). En 1927, elle établit son propre cabinet médical à Berlin-Schöneberg. Cette même année, elle ouvre un centre pour les personnes fiancées et mariées (Vertrauenstelle für Verlobte und Eheleute) et milite de plus en plus pour l'amélioration de l'éducation sexuelle des jeunes filles. Durant les années 1920-1930, environ 10 000 femmes mouraient en Allemagne chaque année à la suite d'avortements illégaux. Vers la fin des années 1920, elle se lie d'amitié avec l'Américaine Margaret Sanger, qui lutta pour la contraception. Pendant cette période, elle collabore également avec la journaliste féministe Ilse Reicke (en) sur Mutter und Kinderland, un magazine destiné aux mères. En 1930, elle fait partie des 356 médecins qui signent une adresse à un comité du Reichstag appelant à une réforme du paragraphe 218 du Code pénal (la section concernant l'avortement).
Le contexte politique change radicalement en janvier 1933 lorsque le parti nazi prend le pouvoir et transforme l'Allemagne en dictature. Anne-Marie Durand-Wever est exclue de la Chambre de la littérature du Reich en raison de ses opinions[réf. nécessaire]. Elle rappelle plus tard qu'il lui était alors interdit de publier quoi que ce soit. En 1938, plusieurs de ses livres, couvrant des thèmes comme l'éducation sexuelle, le contrôle des naissances et la contraception figurent sur la liste officielle des publications nuisibles et indésirables. Néanmoins, en 1933, son éditeur avait réédité son livret Prévention de la grossesse (Verhütung der Schwangerschaft) : le texte était resté inchangé, mais le titre avait été modifié en Hygiène de la race, stérilisation et restriction de la descendance (Rassenhygiene, Sterilization und Nachkommensbeschränkung). L'Office de la santé publique aurait retiré son autorisation le 12 octobre 1937. Elle reste néanmoins en Allemagne, poursuit son activité médicale et continue de fournir des conseils en matière de contrôle des naissances.
La guerre prend fin en mai 1945 et Anne-Marie Durand-Wever retrouve un rôle public. Elle préside le comité qui prépare la fondation de la Ligue démocratique des femmes d'Allemagne (Demokratischer Frauenbund Deutschlands / DFD), officiellement créée en mars 1947. Alors que l'Allemagne est divisée en quatre zones d'occupation militaire, la DFD est initialement considérée avec bienveillance par toutes les forces occupantes. Cependant, au fur et à mesure, elle passe sous le contrôle du Parti socialiste unifié (SED) et devient l'organisation des femmes de l'Allemagne de l'Est. La FDF est progressivement interdite en Allemagne de l'Ouest et Anne-Marie Durand-Wever démissionne de toutes ses fonctions en raison de surmenage et de problèmes de santé. En 1950, elle quitte l'organisation.
Fin 1952, elle cofonde à Cassel Pro Familia (de) (en forme longue : Deutsche Gesellschaft für Familienplanung, Sexualpädagogik und Sexualberatung), la branche allemande de la Fédération internationale pour le planning familial. Elle devient vice-présidente de Pro Familia et travaille également pour la fédération internationale.
Pendant ses dernières années, elle continue de vivre à Berlin-Ouest. À sa mort, le 14 septembre 1970, elle se trouvait chez son fils à Overath-Heiligenhaus, à proximité de Cologne.

## Ouvrages
- Bewusste Mutterschaft durch Geburtenregelung. Greifenverlag, Rudolstadt, 1948
- Normale und krankhafte Vorgänge im Frauenkörper. Volk und Wissen Verlag, 1946
- Die reife Frau: Verlauf und Erleichterung der Wechseljahre. Safari-Verlag, Berlin, 1937
- Die Verhütung der Schwangerschaft. Antäus-Verlag, Hamburg, 1931
- Die gesunde Frau wird Mutter. Safari-Verlag, Berlin, 1930